# السا مارتینلی
السا مارتینلی (ایتالیایی: Elsa Martinelli؛ زادهٔ ۳۰ ژانویهٔ ۱۹۳۵ - درگذشته ۸ ژوئیه ۲۰۱۷) بازیگر و مدل ایتالیایی‌تبار و از ستارگان سینمای هالیوود بود. وی بین سال‌های ۱۹۵۳ تا ۲۰۰۵ میلادی فعالیت می‌کرد. السا مارتینلی در ۸ ژوئیه ۲۰۱۷ در ۸۲ سالگی درگذشت.

## فیلمشناسی
از فیلم‌ها یا برنامه‌های تلویزیونی که وی در آن نقش داشته‌است می‌توان به آثار زیر اشاره کرد.
- سرخ و سیاه (۱۹۵۴)
- هاتاری! (۱۹۶۲)
- محاکمه (۱۹۶۲)
- آدم‌های خیلی مهم (۱۹۶۳)
- یاغی‌ها (۱۹۶۴)
- زن ضربدر هفت (۱۹۶۷)
- قدیمی‌ترین حرفه (۱۹۶۷)
- آب‌نبات (۱۹۶۸)
- داستان بل استار (۱۹۶۸)